# Полтавский район (Омская область)
Полта́вский райо́н — административно-территориальная единица (район) и муниципальное образование (муниципальный район) на юго-западе Омской области России.
Административный центр — рабочий посёлок Полтавка.

## География
Площадь района — 2800 км².

## История
Район образован Постановлением ВЦИК от 25 мая 1925 года путём преобразования Полтавской укрупнённой волости Омского уезда Омской губернии. Район вошёл в состав Омского округа Сибирского края.
1 октября 1933 года район был упразднён, сельсоветы отошли к Исилькульскому району — весь Полтавский район, за исключением Гвоздевского сельсовета, относимого в Шербакульский район.
В 1935 году стал национальным (украинским) районом и сохранял этот статус до конца 1930-х годов.

## Население
| 1926    | 1959    | 1970    | 1979    | 1989    | 2002    | 2007    |
| ------- | ------- | ------- | ------- | ------- | ------- | ------- |
| 29 111  | ↘28 576 | ↘26 048 | ↘24 017 | ↗24 691 | ↗24 721 | ↘24 000 |
| 2009    | 2010    | 2011    | 2012    | 2013    | 2014    | 2015    |
| ↘23 822 | ↘21 772 | ↘21 717 | ↗21 723 | ↘21 664 | ↘21 494 | ↘21 154 |
| 2016    | 2017    | 2018    | 2019    | 2020    | 2021    | 2023    |
| ↘20 854 | ↘20 598 | ↘20 264 | ↘19 845 | ↘19 556 | ↘18 842 | ↘18 394 |

### Урбанизация
В городских условиях (посёлок городского типа (с 1986 г.) Полтавка) проживают 34.2 % населения района.

### Национальный состав
По данным переписи населения 1939 года: украинцы — 61,2 % или 20 320 чел., русские — 33,5 % или 11 114 чел., немцы — 3,8 % или 1251 чел.
По Всероссийской переписи населения 2010 года
| Национальность  | Численность населения, чел. | Доля от населения |
| --------------- | --------------------------- | ----------------- |
| Белорусы        | 156                         | 0,72              |
| Казахи          | 261                         | 1,20              |
| Немцы           | 1656                        | 7,61              |
| Русские         | 15286                       | 70,21             |
| Татары          | 69                          | 0,32              |
| Украинцы        | 3619                        | 16,62             |
| Прочие нации    | 725                         | 3,33              |
| Итого по району | 21772                       | 100,00            |

## Муниципально-территориальное устройство
В Полтавском районе 44 населённых пункта в составе одного городского и восьми сельских поселений:
| № | Городское и сельские поселения     | Административный центр           | Количество населённых пунктов | Население | Площадь, км² |
| - | ---------------------------------- | -------------------------------- | ----------------------------- | --------- | ------------ |
| 1 | Полтавское городское поселение     | посёлок городского типа Полтавка | 2                             | ↘6343     | 23,39        |
| 2 | Вольновское сельское поселение     | село Вольное                     | 6                             | ↘1792     | 268,97       |
| 3 | Воронцовское сельское поселение    | село Воронцовка                  | 5                             | ↘1356     | 289,81       |
| 4 | Ворошиловское сельское поселение   | посёлок Бельдеж № 3              | 8                             | ↗1955     | 428,53       |
| 5 | Еремеевское сельское поселение     | село Еремеевка                   | 5                             | ↘1626     | 326,52       |
| 6 | Красногорское сельское поселение   | село Красногорка                 | 5                             | ↘1083     | 439,34       |
| 7 | Новоильиновское сельское поселение | село Новоильиновка               | 3                             | ↘1051     | 277,26       |
| 8 | Ольгинское сельское поселение      | село Ольгино                     | 5                             | ↘1765     | 399,74       |
| 9 | Соловьёвское сельское поселение    | село Соловьёвка                  | 5                             | ↘1423     | 350,00       |

| №  | Населённый пункт | Тип             | Население | Муниципальное образование          |
| -- | ---------------- | --------------- | --------- | ---------------------------------- |
| 1  | Андрюшевка       | деревня         | ↘125      | Ольгинское сельское поселение      |
| 2  | Бежевка          | деревня         | ↘216      | Вольновское сельское поселение     |
| 3  | Белотурковка     | деревня         | ↗65       | Красногорское сельское поселение   |
| 4  | Бельдеж № 12     | посёлок         | ↗362      | Ворошиловское сельское поселение   |
| 5  | Бельдеж № 3      | посёлок         | ↗517      | Ворошиловское сельское поселение   |
| 6  | Бельдеж № 7      | посёлок         | ↗135      | Ворошиловское сельское поселение   |
| 7  | Бородинка        | деревня         | 166       | Вольновское сельское поселение     |
| 8  | Вольное          | село            | ↗1219     | Вольновское сельское поселение     |
| 9  | Воронцовка       | село            | ↘910      | Воронцовское сельское поселение    |
| 10 | Георгиевка       | село            | ↘320      | Ольгинское сельское поселение      |
| 11 | Гостиловка       | село            | ↗175      | Еремеевское сельское поселение     |
| 12 | Длинное          | деревня         | ↗252      | Вольновское сельское поселение     |
| 13 | Добрянка         | деревня         | ↗331      | Вольновское сельское поселение     |
| 14 | Еремеевка        | село            | ↘1308     | Еремеевское сельское поселение     |
| 15 | Каменка          | деревня         | ↗181      | Еремеевское сельское поселение     |
| 16 | Коконовка        | деревня         | ↗288      | Еремеевское сельское поселение     |
| 17 | Красногорка      | село            | ↘818      | Красногорское сельское поселение   |
| 18 | Краснопутиловка  | деревня         | ↗249      | Ворошиловское сельское поселение   |
| 19 | Крым             | деревня         | ↘199      | Ольгинское сельское поселение      |
| 20 | Лубянск          | деревня         | 343       | Соловьёвское сельское поселение    |
| 21 | Малахово         | деревня         | ↘53       | Полтавское городское поселение     |
| 22 | Мечебилово       | деревня         | ↘35       | Соловьёвское сельское поселение    |
| 23 | Никоновка        | село            | ↘314      | Воронцовское сельское поселение    |
| 24 | Никополь         | деревня         | ↘190      | Ольгинское сельское поселение      |
| 25 | Новоильиновка    | село            | ↗1133     | Новоильиновское сельское поселение |
| 26 | Новоколомзино    | деревня         | 6         | Еремеевское сельское поселение     |
| 27 | Новосергеевка    | деревня         | ↘189      | Ворошиловское сельское поселение   |
| 28 | Новотимофеевка   | деревня         | ↘161      | Воронцовское сельское поселение    |
| 29 | Новотроицк       | деревня         | ↘3        | Вольновское сельское поселение     |
| 30 | Ольвиополь       | деревня         | ↘164      | Соловьёвское сельское поселение    |
| 31 | Ольгино          | село            | ↗1343     | Ольгинское сельское поселение      |
| 32 | Платово          | село            | ↘223      | Красногорское сельское поселение   |
| 33 | Полтавка         | рабочий посёлок | ↘6290     | Полтавское городское поселение     |
| 34 | Светиловка       | деревня         | ↘4        | Новоильиновское сельское поселение |
| 35 | Святогорск       | деревня         | ↗286      | Воронцовское сельское поселение    |
| 36 | Смелое           | деревня         | ↘131      | Соловьёвское сельское поселение    |
| 37 | Соловьёвка       | село            | ↗1049     | Соловьёвское сельское поселение    |
| 38 | Терпенье         | деревня         | ↘356      | Новоильиновское сельское поселение |
| 39 | Увальное         | деревня         | ↗80       | Ворошиловское сельское поселение   |
| 40 | Хмаровка         | деревня         | ↗228      | Красногорское сельское поселение   |
| 41 | Черноморка       | деревня         | ↗129      | Ворошиловское сельское поселение   |
| 42 | Шаровка          | деревня         | ↘105      | Красногорское сельское поселение   |
| 43 | Шахово           | село            | ↘245      | Ворошиловское сельское поселение   |
| 44 | Щегловка         | деревня         | ↘144      | Воронцовское сельское поселение    |

Исчезнувшие населённые пункты:
- село Барвеновка (1906—1999)
- деревня Филоново (1909—1999)
- село Шагаловка (? — 1999)

## Достопримечательности
- Озеро Эбейты

Памятники истории, архитектуры, археологии и монументального искусства района
- Обелиск воинам-землякам, погибшим в годы Великой Отечественной войны 1941—1945 годы, установлен в 1950 году, Полтавка
- Здание амбулатории переселенческого врачебного участка, ул. Ленина Полтавка
- Здание первой сельской школы, ул. Ленина 12 Полтавка
- Здание первой избы-читальни, ул. Ленина 14 Полтавка
- Памятник В. И. Ленину, установлен в 1949 году, Полтавка